# Forge of Empires
Forge of Empires (abreviado: FoE) es un juego de estrategia para navegador web, que fue desarrollado por InnoGames y publicado en 2012. Ocho semanas después del lanzamiento de la fase beta pública Forge of Empires alcanzó la marca de un millón de jugadores. Actualmente InnoGames anunció oficialmente que más de 10 millones de personas están jugando Forge of Empires.

## El juego
El juego se divide en edades, comenzando en la Edad de Piedra, pasando por la Edad de Bronce, la Edad de Hierro, Alta Edad Media, Plena Edad Media, Baja Edad Media, la Edad Colonial, la Era Industrial, la Era del Progreso, la Edad Moderna, la Edad Post-Moderna, la Edad Contemporánea, la Era del Mañana, la Edad del Futuro, la Edad del Futuro Ártico, la Edad del Futuro Oceánico, la Edad del Futuro Virtual, la Era Espacial Marciana, la Era Espacial del Cinturón de Asteroides, la Era Espacial de Venus, la Era Espacial Luna de Júpiter y la Era Espacial de Titán, que actualmente es la edad más avanzada. En cada periodo de la historia se encuentran nuevas tecnologías e investigaciones por realizar. Con cada cambio, el ayuntamiento irá evolucionando.

### Las edades
Se empieza como el líder de una pequeña tribu. A través del tiempo se podrá desarrollar, explorar nuevas tecnologías, conquistar territorios y convertir la pequeña villa en una gran metrópoli.

### Forge Points
En la parte superior central de la pantalla se muestra los Forge Points. Cada hora se añadirá uno hasta que alcance el máximo de 10. Se necesitan para comerciar, para subir de nivel los Grandes Edificios y, lo más importante, para investigar. Puedes conducir las investigaciones invirtiendo en tecnologías con los Forge Points. Una vez juntados los puntos requeridos, y también los costos de desbloqueo, las ventajas de una nueva tecnología estará disponible, y se podrá construir algo nuevo en la ciudad de cada jugador, desde el Menú de Construcción.

### Mapa
En el mapa del continente puedes expandir el imperio provincia por provincia, cada paso que se dé, dará grandes recompensas. El Mapa está dividido en secciones que se corresponden con cada edad en la que te encuentres. El progreso en el mapa se corresponde con el progreso en las investigaciones.

#### Conquista de provincias
Conquistando provincias obtendrás expansiones adicionales para la ciudad y puedes explotar depósitos de bienes para aumentar tu producción. Al principio es fácil derrotar el ejército enemigo, pero pronto las batallas se vuelven un reto. Hablando en general, las unidades rápidas son buenas contra las unidades que pelean a distancia, y las unidades que pelean cuerpo a cuerpo, son buenas contra las unidades rápidas. Las unidades a distancia tiene ventaja contra las unidades cuerpo a cuerpo.

## Actualizaciones
El 7 de junio del 2012 se realizó la primera actualización importante, además de algunas correcciones, también incluye nuevas características. Ahora los jugadores pueden interactuar con los otros gremios entre sí con el fin de mejorar la comunicación. También el sistema de puntuación fue revisado y se presentó un ranking global con todos los jugadores y clanes para competir. A mediados de marzo del 2013 la era industrial fue desbloqueada.
A finales del año 2013 se desbloqueó la edad del progreso, dándole un nuevo aire al juego, nuevos continentes para explorar y desafíos que transcienden el juego.
A principios del mes de febrero se desbloqueó la Edad Moderna y la Guerra de Gremios (GVG), haciendo una nueva competencia en el juego y en junio se activó la edad postmoderna, aunque hubo muchos fallos con esta última. El juego sigue innovando y desarrollando su idea.

## Premios y nominaciones
- 2012 - Nominación para el Premio Europeo de Juegos en la categoría de Mejor juego Europeo de navegador.
- 2012 - Nominado para el Premio al desarrollador alemán para el juego como los desarrolladores del año en las categorías de Mejor diseño de juego y Mejor juego de navegador.
- 2013 - Nominado para el Premio al desarrollador alemán en la categoría de Mejor juego de navegador.[7]
- 2013 - Ganador del Premio Mejor juego de estrategia en navegador en la categoría MMO.[8]

## Adquisición de diamantes
Básicamente el juego es gratuito. Sin embargo se puede comprar Forge Points o cualquier otro ítem en el juego por dinero en efectivo usando los Diamantes.  Estos diamantes se pueden utilizar en el juego para desbloquear la investigación, las construcciones, los recursos, las unidades de combate y nuevas áreas. Esto fue criticado por la comunidad, ya que los jugadores pueden así adquirir beneficios más rápidamente a diferencia de un jugador gratuito por lo tanto es relativamente lento acceder a las diferentes épocas. El modelo de negocio corresponde con un modelo Freemium.

## Idiomas
En la actualidad el juego está disponible en más de 20 idiomas, a diferencia del comienzo en donde sólo las versiones en Alemán e Inglés estaban disponibles.
En las versiones lingüísticas de los siguientes países, el juego está disponible ahora (1 de junio del 2013).
| Alemania        | Reino Unido    | Francia   | Países Bajos/Bélgica |
| Grecia          | Italia         | Rusia     | Rumania              |
| Polonia         | España         | Portugal  | Brasil               |
| República Checa | Estados Unidos | Hungría   | Suecia               |
| Eslovaquia      | Turquía        | Dinamarca | Noruega              |
| Argentina       | México         | Finlandia | Corea del Sur        |